# Circonscription de Melo Koza
La circonscription de Melo Koza est une des 121 circonscriptions législatives de l'État fédéré des nations, nationalités et peuples du Sud, elle se situe dans la Zone Gamo Gofa. Son représentant actuel est Belete Holeta Gobena.